# Calconiscellus
Calconiscellus là một chi động vật giáp xác thuộc họ Trichoniscidae. Loài C. gotscheensis được xếp loại dễ thương tổn theo Sách đỏ.

## Các loài
- Calconiscellus bertkaui (Verhoeff, 1901)
- Calconiscellus castelmartius Verhoeff, 1938)
- Calconiscellus gibbosus (Carl, 1908)
- Calconiscellus gotscheensis Verhoeff, 1927 (Gottschee, giờ là Kocevje,  Slovenia)
- Calconiscellus karawankianus (Verhoeff, 1908) (triền phía nam Karawanken)
- Calconiscellus malanchinii Arcangeli, 1946
- Calconiscellus zanerae Brian, 1956